# Il nemico alle porte
Il nemico alle porte (Enemy at the Gates) è un film di guerra del 2001 diretto da Jean-Jacques Annaud, con protagonisti Jude Law, Ed Harris, Rachel Weisz e Joseph Fiennes.

## Trama
Il 20 settembre 1942, la giovane recluta dell'Armata Rossa Vasilij Zajcev giunge a Stalingrado mentre la città è in gran parte occupata dall'esercito tedesco. Il suo primo impatto con la guerra è difficile, a causa del caos che regna nell'organizzazione delle difese sovietiche, ma in seguito riesce a mettersi in luce grazie alla sua straordinaria abilità come tiratore, un'abilità appresa negli Urali nella caccia al lupo fin da bambino. Lo stesso giorno del suo arrivo, Vasilij conosce il commissario politico Danilov che, dopo aver notato le doti di tiratore di Vasilij, ha l'idea di utilizzarlo come personaggio simbolo della propaganda sovietica. L'idea viene accolta dal nuovo responsabile politico-militare della città, Nikita Chruščëv, che promuove Danilov assegnandolo allo Stato maggiore e trasferisce Vasilij alla divisione tiratori scelti.
Nella nuova veste di cecchino Vasilij diventa un killer di grande successo, tanto da attirare su di sé l'attenzione dello Stato Maggiore tedesco, il quale decide di inviare dalla Germania il miglior tiratore dell'esercito tedesco, il maggiore König, con il compito specifico di eliminare il cecchino russo. I primi scontri tra i due si risolvono a vantaggio del tiratore tedesco che riesce a eliminare tre compagni di Vasilij. Il giovane russo è scoraggiato, ma Danilov lo rassicura rivelandogli che Saša, un bambino russo che è riuscito a conquistarsi la fiducia di König, farà il doppio gioco informandolo della posizione del nemico.
Nei giorni seguenti Vasilij si salverà dopo essere rimasto sotto la linea di tiro del suo rivale tedesco, e questo farà scoprire a König il doppio gioco di Saša, che verrà da lui impiccato e lasciato appeso per fare da esca. Danilov raggiunge Vasilij, mentre questi è sempre in attesa di scorgere il rivale tedesco, e lo informa della morte di Tania, la sua ragazza, a causa dello scoppio di una bomba. Colpito dallo sconforto e sentendosi colpevole della morte di Saša, Danilov decide di sacrificare la sua vita per far scoprire la postazione di König. Il cecchino esce dal suo nascondiglio, convinto di aver colpito Vasilij, ma si accorge troppo tardi di essere sotto tiro, e con rassegnazione si abbandona alla sua sorte.
Alcuni mesi dopo, il 3 febbraio 1943, giorno della fine della battaglia di Stalingrado, Vasilij trova l'indirizzo di un ospedale dove, grazie alle suppliche della madre di Saša, Tania era stata ricoverata agonizzante, riuscendo a ritrovarla viva, convalescente, e può riabbracciarla. Il film termina, prima dei titoli di coda, con alcuni cenni storici sul reale Vasilij: il riconoscimento di Eroe dell'Unione Sovietica e l'esposizione del suo fucile al Museo di Storia di Stalingrado (oggi Volgograd).

## Riferimenti storico-narrativi
La vicenda narrata nel film troverebbe ispirazione dal presunto "duello" tra due cecchini che sarebbe avvenuto durante la battaglia di Stalingrado quando il comando tedesco, al fine di eliminare Zajcev, avrebbe inviato a Stalingrado il migliore tiratore di cui disponeva la Germania, ossia l'SS Standartenführer Erwin König. Lo scontro tra i due cecchini si sarebbe sviluppato per quattro giorni, al termine dei quali Zajcev, dopo la morte di due dei suoi compagni, utilizzando uno stratagemma, avrebbe avuto la meglio.
Secondo lo storico Antony Beevor, tale episodio è poco convincente essendo sostenuto solo in alcune fonti sovietiche e non comparendo in nessuno dei rapporti da Stalingrado ad Aleksandr Ščerbakov, capo del dipartimento politico dell'Armata Rossa, nei quali, pure, tutti gli episodi relativi alle gesta dei tiratori scelti sovietici a Stalingrado sono riportati con minuzia di particolari..
La vicenda del duello fra Zajcev e un cecchino tedesco identificato come maggiore Konings è contenuta nel libro di memorie del generale Vasilij Čujkov "Начало пути" (Načalo puti - L'inizio della strada), pubblicato in italiano col titolo La battaglia di Stalingrado.
Anche lo stesso Zajcev, nel suo libro di memorie Non c'è terra per noi oltre il Volga. Note di un cecchino (За Волгой земли для нас не было. Записки снайпера – Sa Volgoj zemli dlja nas ne bylo. Zapiski snajpera), racconta, seppure in forma diversa dal film, del suo duello durante la battaglia con il maggiore Konings, capo della scuola per tiratori scelti della Wehrmacht presso Berlino, il cui nome e la cui missione il comando sovietico avrebbe appreso da un soldato tedesco prigioniero.
La vicenda personale di Zajcev, quella di Tanja Černova, della loro storia d'amore, e il duello fra Zaitsev e il maggiore tedesco Konings, inviato appositamente a Stalingrado per uccidere Zajcev, è narrata ampiamente nel saggio Enemy at Gates: The Battle for Stalingrad del romanziere e storico statunitense William Craig, da cui è tratto il titolo del film e sembra diffusamente anche la trama.
L'autore americano David L. Robbins ha invece utilizzato il nome di Heinz Thorvald per il cecchino tedesco nell'episodio del duello con Zajcsev narrato nel suo romanzo War of the Rats (La guerra dei ratti), pubblicato in italiano col titolo Fortezza Stalingrado.
Secondo il giornalista e romanziere italiano Andrea Marrone, il film è tratto dalle memorie del generale Čujkov. La vicenda della relazione sentimentale fra Zajcev e Tanja Černova (le cui imprese belliche sarebbero state esagerate dalla propaganda) sarebbe pura invenzione filmica poiché la "cosa non risulta altrove"; come pure di dubbia attendibilità sarebbe la storia del duello fra Zajcev e il cecchino tedesco, non essendo mai esistiti storicamente né la scuola per tiratori scelti di Zossen (a cui nel film si farebbe riferimento), né il personaggio dello SS Standartenführer Heinz Thorwald né reparti delle Waffen-SS a Stalingrado.
Alcune associazioni dei veterani sovietici della battaglia di Stalingrado si sentirono offese dall'immagine dell'Armata Rossa fornita dal film. In particolare le scene nelle quali i soldati sono trasportati al fronte come prigionieri in treni chiusi dall'esterno e quando vengono mandati all'assalto disarmati, ed inoltre la descrizione dei comandanti sovietici come despoti spietati e dei soldati semplici e dei civili utilizzati come carne da cannone. Tali critiche giunsero al punto da richiedere ufficialmente il ritiro della distribuzione del film in Russia.

## Riconoscimenti
- British Society of Cinematographers
  - Nomination Miglior fotografia (Robert Fraisse)
- European Film Awards
  - Nomination Miglior attore (Jude Law)
  - Nomination Miglior attrice (Rachel Weisz)
  - Nomination Miglior regista (Jean-Jacques Annaud)

## Inesattezze storiche
- Quando nel film Chruščёv tiene una conferenza stampa insieme a Vasilij, si sente in sottofondo l'inno dell'Unione Sovietica che però fu composto e reso ufficiale solo nel 1944, cioè due anni più tardi il periodo trattato nel film.
- Nel film Vasilij viene raccontato come un contadino scarsamente istruito e semi-analfabeta, a malapena in grado di scrivere. Il vero Vasilij Zajcev aveva invece un'istruzione completa, avendo terminato già nel 1933 le scuole superiori. A guerra finita riuscirà anche a laurearsi in ingegneria e a diventare direttore di una fabbrica.

## Altri media
- Nella serie di videogiochi Call of Duty ci sono molti livelli apertamente ispirati al film. Nel primo capitolo è rappresentata molto fedelmente la prima parte del film in cui Vasilij arriva a Stalingrado attraversando il fiume Volga: presenti le scene dell'uccisione dei disertori, degli attacchi degli Stuka alle navi e anche della carica suicida ordinata dai commissari politici. Nel quinto capitolo della serie è invece rappresentata la scena della fontana, dove Vasilij si trova a dover sparare ai nemici nel momento esatto in cui il rumore delle esplosioni delle bombe che cadono su Stalingrado copre quello dei suoi colpi di fucile.
- Sempre nel quinto capitolo della serie Call of Duty, dopo la sequenza della fontana, ci si trova in un duello con un cecchino tedesco, che utilizza le stesse tattiche del maggiore König (ad esempio l'elmetto sulla finestra)
- La prima missione della terza parte del videogioco Commandos 3: Destination Berlin della Eidos Interactive ambientata a Stalingrado è liberamente ispirata al duello tra i due cecchini.
- In Commandos: Strike Force, una delle missioni in Russia consiste nell'usare il cecchino della squadra per eliminare gli ufficiali tedeschi nell'area, ma il personaggio deve guardarsi dai tiratori scelti; cercando bene, il giocatore può imbattersi in uno più abile degli altri, indicato nella scheda di riepilogo a fine missione come maggiore Konig, direttore della scuola di cecchini della Wehrmacht.
- In alcune missioni del gioco Sniper Elite si deve sparare nel momento preciso in cui si sentono i bombardamenti aerei per non far sentire il proprio colpo di fucile e rivelare, quindi, al nemico la propria posizione. Esplicito riferimento alla scena della fontana nel film, nel quale Vasilij uccide cinque tedeschi facendo in modo che il rumore degli spari sia coperto da quello delle esplosioni dei proiettili di artiglieria.
- Il compositore James Horner, per la colonna sonora principale si è ispirato ad un'altra sua opera: "Heritage of the wolf" presente nel film Balto.